# Rudolf Greuner
Christian Heinrich Rudolf Greuner (* 19. Juli 1858 in Lobenstein; † 12. Oktober 1926) war ein deutscher Reichsgerichtsrat.

## Leben

Grabstätte Rudolf Greuner und Angehörige auf dem Südfriedhof in Leipzig

1882 wurde der Reuße Greuner auf den Landesherrn vereidigt. 1888 wurde er Amtsrichter und 1889 Landrichter. 1897 kam er in das Ministerium als Regierungsrat und I. Vortragender Rat. 1900 wurde zum Oberlandesgerichtsrat ernannt. 1910 kam er an das Reichsgericht. Er war im IV. und III. Strafsenat tätig. Er trat zum Neujahrstag 1926 in den Ruhestand.
Sein Sohn Georg Greuner hatte die Zulassung beim Reichsgericht und Bundesgerichtshof.

## Ehrungen
- 10. November 1916 Fürstlich Reussisches Ehrenkreuz 1. Klasse